# Jaczew
Jaczew – wieś w Polsce położona w województwie mazowieckim, w powiecie węgrowskim, w gminie Korytnica. Ma status sołectwa.
Wieś szlachecka Jaczewo położona była w drugiej połowie XVI wieku w powiecie liwskim ziemi liwskiej województwa mazowieckiego. Do 1952 roku miejscowość była siedzibą gminy Jaczew. W latach 1975–1998 miejscowość administracyjnie należała do województwa siedleckiego.
Wierni Kościoła rzymskokatolickiego należą do parafii św. Wawrzyńca w Korytnicy.